# IC 1306
IC 1306 — галактика типу *Grp (велика група зірок) у сузір'ї Либідь.
Цей об'єкт міститься в оригінальній редакції індексного каталогу.